# Джогорку-Ичке-Суу
Джогорку-Ичке-Суу (кирг. Жогорку-Ичке-Суу) — село в Ысык-Атинском районе Чуйской области Кыргызстана. Входит в состав Иссык-Атинского айылного аймака.

## География
Село расположено в центральной части области, на северных склонах Киргизского хребта, на расстоянии приблизительно 21 километра (по прямой) к юго-юго-западу от города Кант, административного центра района. Абсолютная высота — 1581 метр над уровнем моря.

## Население
Согласно оценочным данным Национального статистического комитета Кыргызской Республики, численность населения села на начало 2023 года составляла 413 человек.
| год     | 2009 | 2014 | 2015 | 2020 | 2021 | 2023 |
| ------- | ---- | ---- | ---- | ---- | ---- | ---- |
| человек | 298  | 349  | 347  | 375  | 385  | 413  |